# The Next 20 Hins Live in Hong Kong 張敬軒演唱會
《The Next 20 Hins Live 張敬軒演唱會》是香港男歌手張敬軒為紀念出道二十週年的世界巡迴演唱會，亦是其第六次於紅磡香港體育館舉辦大型演唱會。演唱會由英皇娛樂主辦，並由友邦保險冠名贊助。

## 宣傳
2021年10月19日，張敬軒於其社交帳戶宣佈將於「20/40兩個甚具象徵意義的時間」舉行《The Next 20 Hins Live in Hong Kong 張敬軒演唱會》。為了拍攝本次演唱會的宣傳海報及影片，有懼高症的張敬軒特意攀上利園一期的避雷針上進行拍攝，高度達約246米。同時在避雷針上錄下出道二十週年的感言，並將其鑄成非同質化代幣作慈善拍賣，扣除行政費用後全數捐贈予母親的抉擇、大樹下善待動物庇護站及愛培自閉症基金，為首次有歌手在紅館舉行演唱會時拍賣慈善NFT作品。

## 場次
是次演唱會原定於2021年12月23日至27日、12月30日至2022年1月3日假紅磡香港體育館舉行，共10場。由於反應熱烈，主辦方先後分別在11月7日及12月6日宣佈加場，合共8場，於2022年1月6日至10日、1月13日至15日舉行。
因香港2019冠狀病毒病疫情嚴重，1月6日至10日、1月13日至15日場次延期舉行。4月21日，主辦方正式宣布補場場次分別於5月10日至14日、5月17日至21日、5月24日至29日舉行；因應場地人數所限，原定8場的補場最終增加至16場，以允許所有持票觀衆入場觀看。是次演唱會最終合共舉辦26場，是疫情下舉辦最多場次的演唱會，同時亦打破其個人演唱會場數紀錄。 
| 場次 | 日期   | 日期     | 國家 | 城市 | 場地           | 嘉賓                      | 嘉賓                                       | 備注                      | 來源                 |
| ---- | ------ | -------- | ---- | ---- | -------------- | ------------------------- | ------------------------------------------ | ------------------------- | -------------------- |
| 1    | 2021年 | 12月23日 | 香港 | 香港 | 紅磡香港體育館 | 陳慧琳                    | 合唱紀念日 獨唱最愛演唱會                  |                           | [ 7 ] [ 8 ]          |
| 2    | 2021年 | 12月24日 | 香港 | 香港 | 紅磡香港體育館 | 林家謙                    | 合唱追風箏的孩子 獨唱難道喜歡處女座        | 聖誕節倒數場，於21:30開場 | [ 9 ]                |
| 3    | 2021年 | 12月25日 | 香港 | 香港 | 紅磡香港體育館 | 鄭欣宜                    | 合唱女神 獨唱先哭為敬                      |                           | [ 10 ] [ 11 ]        |
| 4    | 2021年 | 12月26日 | 香港 | 香港 | 紅磡香港體育館 | Tyson Yoshi               | 合唱孤單公園 獨唱Christy                   |                           | [ 12 ] [ 13 ]        |
| 4    | 2021年 | 12月26日 | 香港 | 香港 | 紅磡香港體育館 | 泳兒                      | 合唱石徑                                   |                           | [ 12 ] [ 13 ]        |
| 5    | 2021年 | 12月27日 | 香港 | 香港 | 紅磡香港體育館 | 衛蘭                      | 合唱心亂如麻 獨唱It's OK To Be Sad         |                           | [ 14 ] [ 15 ]        |
| 6    | 2021年 | 12月30日 | 香港 | 香港 | 紅磡香港體育館 | 梁詠琪                    | 合唱兩個人的幸運 合唱一天一天              |                           | [ 16 ]               |
| 7    | 2021年 | 12月31日 | 香港 | 香港 | 紅磡香港體育館 | MC $oHo & KidNey、 吳家忻 | 合唱係咁先啦 獨唱Black Mirror 合唱倒轉地球 | 跨年倒數場，於21:30開場   | [ 17 ]               |
| 7    | 2021年 | 12月31日 | 香港 | 香港 | 紅磡香港體育館 | 七仙羽                    | 合唱月亮代表我的心                         | 跨年倒數場，於21:30開場   | [ 17 ]               |
| 8    | 2022年 | 1月1日   | 香港 | 香港 | 紅磡香港體育館 | 黎明                      | 合唱眼睛想旅行                             | 下午場，於15:00開場       | [ 18 ]               |
| 9    | 2022年 | 1月2日   | 香港 | 香港 | 紅磡香港體育館 | 張天賦                    | 合唱反對無效 獨唱記憶棉                    | 下午場，於15:00開場       | [ 19 ]               |
| 10   | 2022年 | 1月3日   | 香港 | 香港 | 紅磡香港體育館 | C AllStar                 | 合唱集合吧！地球保衛隊 獨唱留下來的人      |                           | [ 20 ]               |
| 11   | 2022年 | 5月10日  | 香港 | 香港 | 紅磡香港體育館 | 陳柏宇                    | 合唱斷點 獨唱有我                          |                           | [ 21 ]               |
| 11   | 2022年 | 5月10日  | 香港 | 香港 | 紅磡香港體育館 | 林明禎                    | 合唱只是太愛你                             |                           | [ 21 ]               |
| 12   | 2022年 | 5月11日  | 香港 | 香港 | 紅磡香港體育館 | 吳林峰                    | 合唱夜宴 獨唱我也難過的                    |                           | [ 22 ] [ 23 ]        |
| 13   | 2022年 | 5月12日  | 香港 | 香港 | 紅磡香港體育館 | 洪嘉豪                    | 合唱我的天 獨唱主角光環                    |                           | [ 22 ] [ 24 ]        |
| 14   | 2022年 | 5月13日  | 香港 | 香港 | 紅磡香港體育館 | Dear Jane                 | 合唱哪裏只得我共你 獨唱2084                |                           | [ 25 ] [ 26 ]        |
| 15   | 2022年 | 5月14日  | 香港 | 香港 | 紅磡香港體育館 | Serrini                   | 合唱披星戴月 獨唱~旋轉with me*             | 歌迷會專場                | [ 27 ]               |
| 16   | 2022年 | 5月17日  | 香港 | 香港 | 紅磡香港體育館 | 馮允謙                    | 合唱他的故事 獨唱思念即地獄                | 歌迷會專場                | [ 28 ] [ 29 ]        |
| 17   | 2022年 | 5月18日  | 香港 | 香港 | 紅磡香港體育館 | 湯令山                    | 合唱懷舊情人 獨唱勁浪漫超溫馨              |                           | [ 30 ]               |
| 18   | 2022年 | 5月19日  | 香港 | 香港 | 紅磡香港體育館 | 林奕匡                    | 合唱Hurt So Bad 獨唱高山低谷               |                           | [ 31 ] [ 32 ] [ 33 ] |
| 18   | 2022年 | 5月19日  | 香港 | 香港 | 紅磡香港體育館 | 葉巧琳                    | 合唱難道我還未夠難                         |                           | [ 31 ] [ 32 ] [ 33 ] |
| 19   | 2022年 | 5月20日  | 香港 | 香港 | 紅磡香港體育館 | 許廷鏗                    | 合唱遙吻 獨唱煽風點火                      |                           | [ 31 ] [ 34 ]        |
| 20   | 2022年 | 5月21日  | 香港 | 香港 | 紅磡香港體育館 | 姜濤                      | 合唱斷點 獨唱Master Class                  |                           | [ 35 ]               |
| 21   | 2022年 | 5月24日  | 香港 | 香港 | 紅磡香港體育館 | ToNick                    | 合唱時間的初衷 獨唱長相廝守                |                           | [ 36 ] [ 37 ]        |
| 21   | 2022年 | 5月24日  | 香港 | 香港 | 紅磡香港體育館 | Arvin Tsang （曾傲棐）    | 合唱溫馨提示                               |                           | [ 36 ] [ 37 ]        |
| 22   | 2022年 | 5月25日  | 香港 | 香港 | 紅磡香港體育館 | 岑寧兒                    | 合唱黃色大門 獨唱風的形狀                  |                           | [ 36 ] [ 38 ]        |
| 22   | 2022年 | 5月25日  | 香港 | 香港 | 紅磡香港體育館 | 藍奕邦                    | 合唱你倫敦·我紐約 獨唱熱帶魚               |                           | [ 36 ] [ 38 ]        |
| 23   | 2022年 | 5月26日  | 香港 | 香港 | 紅磡香港體育館 | 鄧麗欣                    | 合唱十分·愛 獨唱他不准我哭                 |                           | [ 39 ]               |
| 23   | 2022年 | 5月26日  | 香港 | 香港 | 紅磡香港體育館 | COLLAR                    | 獨唱Call My Name!                          |                           | [ 39 ]               |
| 24   | 2022年 | 5月27日  | 香港 | 香港 | 紅磡香港體育館 | 陳蕾                      | 合唱詩郵寄 獨唱相信一切是最好的安排        |                           | [ 40 ]               |
| 24   | 2022年 | 5月27日  | 香港 | 香港 | 紅磡香港體育館 | 許靖韻                    | 合唱別為我好                               |                           | [ 40 ]               |
| 25   | 2022年 | 5月28日  | 香港 | 香港 | 紅磡香港體育館 | 周國賢                    | 合唱目黑 獨唱14天                          |                           | [ 41 ]               |
| 25   | 2022年 | 5月28日  | 香港 | 香港 | 紅磡香港體育館 | RubberBand                | 合唱未來見 獨唱Ciao                        |                           | [ 41 ]               |
| 26   | 2022年 | 5月29日  | 香港 | 香港 | 紅磡香港體育館 | 王菀之                    | 合唱留白 合唱高八度                        | 尾場                      | [ 42 ]               |
| 26   | 2022年 | 5月29日  | 香港 | 香港 | 紅磡香港體育館 | 陳卓賢（Ian）             | 合唱騷靈情歌 獨唱正式開始                  | 尾場                      | [ 42 ]               |
| 26   | 2022年 | 5月29日  | 香港 | 香港 | 紅磡香港體育館 | 柳應廷（Jer）             | 合唱我的天 獨唱人類群星閃耀時              | 尾場                      | [ 42 ]               |

## 曲目
1. Do What You Want 

2. YOU 

3. 骚灵情歌 

4. 无名指的光环 

5. 找對的人 

6. 天才兒童1985 

7. 青春常駐 

8. 缺 

9. 緋荔榭．少年 

10. 迷失藝術（原唱:王菀之） 

11. Sweet Escape
 
12. 迷失表參道 

13. Yes & No 

14. 俏郎君 

15. 酩酊天使 

16. On My Way
 
17. 纪念日 (與陈慧琳合唱)

18. 最爱演唱会 (陈慧琳独唱) 

19. 櫻花樹下 (360環節) 

20. 酷愛 (360環節) 

21. 餘震 (360環節) 

22. 笑忘書 

Encore 

23. 只是太爱你 

24. 春秋 

25. My Way 

1. Do What You Want 

2. YOU 

3. 骚灵情歌 

4. 感情用事 

5. 找對的人 

6. 天才兒童1985 

7. 青春常駐 

8. 悲剧人物 

9. 缺 

10. 緋荔榭．少年 

11. 迷失藝術（原唱:王菀之） 

12. Sweet Escape
 
13. 迷失表參道 

14. Yes & No 

15. 俏郎君 

16. 酩酊天使 

17. On My Way
 
18. 他的故事 (與冯允谦合唱)

19. 思念即地狱 (冯允谦独唱) 

20. 櫻花樹下 (360環節) 

21. 酷愛 (360環節) 

22. 餘震 (360環節) 

23. 笑忘書 

Encore 

24. 怀旧情人 

25. 罗宾 

26. 过云雨 

27. My Way 

28. 病况 

29. 摄氏零度 

30. 春秋 

31. 只是太爱你 

1. Do What You Want 

2. YOU 

3. 無名指的光環 

4. 為你鍾情（原唱:张国荣） 

5. 找對的人 

6. 天才兒童1985 

7. 青春常駐 

8. 百年樹木 

9. 缺 

10. 緋荔榭．少年 

11. 迷失藝術（原唱:王菀之） 

12. Sweet Escape
 
13. 迷失表參道 

14. Yes & No 

15. 俏郎君 

16. 酩酊天使 

17. On My Way
 
18. 留白 (與王菀之合唱)

19. 高八度 (與王菀之合唱) 

20. 櫻花樹下 (360環節) 

21. 酷愛 (360環節) 

22. 餘震 (360環節) 

23. 笑忘書 

Encore 

24. 只是太愛你 

25. 騷靈情歌 (與陳卓賢合唱) 

26. 正式開始 (陳卓賢獨唱)

27. 春秋 

28. My Way 

29. 雪花抄 

30. 我的天 (與柳應廷合唱) 

31. 人類群星閃耀時 (柳應廷獨唱) 

32. PS I Love You 

33. 他的故事 

34. 老了十歲 

35. 塵埃落定 

36. 遇見神 

## 迴響
演唱會原定的10場場次的門票（2021年12月23日至27日、12月30日至2022年1月3日）自2021年10月26日上午10時起可憑東亞銀行信用卡優先預訂，後由於優先預訂門票及內部訂購名額皆供不應求，主辦方英皇娛樂於11月7日宣布加開5場（2022年1月6日至10日），首度開創未公開發售已宣佈加場的先例。公開發售門票於11月9日發售，開售後數小時內售罄。12月6日，主辦方與紅館成功爭取檔期，宣佈再次加開3場（2022年1月13日至15日）。
即使演唱會後8場因應防疫措施延期至2022年5月舉行，但已購票觀衆退票率不足3%。因補場場次從8場增加至16場而多出的約10,000張門票於5月4日發售；政府放寬表演場地入座率後所多出的約30,000張門票則於5月12日及5月19日公開發售，全數門票均即日售罄。

## 軼事
由於現場觀眾反應熱烈，於2022年5月29日舉行的演唱會末場五度進行了安可環節，最終整場演唱會在凌晨1時15分才正式完結，打破了DUO陳奕迅世界巡迴演唱會於凌晨12時55分的紀錄，成為香港體育館史上最遲完場的演唱會。由於幾乎每場場次均超時結束，超時罰款預料合共達逾百萬港元以上。
此外，是次演唱會一共邀請了58位嘉賓，打破了Concert YY 黃偉文作品展的紀錄（43位），成為香港體育館史上最多嘉賓的演唱會。
此外，隨着蘇芷晴已於2023年5月10日決定退出COLLAR，是次演唱會也成為COLLAR八人時期唯一一次紅館嘉賓演出。